# Olympiastadion Breslau
Das Olympiastadion Breslau (polnisch Stadion Olimpijski we Wrocławiu), ehemals Schlesierkampfbahn im Sportpark Leerbeutel, ehemals auch Hermann-Göring-Stadion, ist ein Fußballstadion in der polnischen Stadt Breslau (polnisch Wrocław). Das Breslauer Stadion entstand in der Weimarer Republik. Es ist heute die Heimat des Speedwayklubs WTS Sparta Wrocław. Neben den Speedway-Rennen finden heute auch Footballspiele der Panthers Wrocław aus der European League of Football (ELF) statt. Der Besucherrekord wurde am 3. September 1961 bei der Speedway-Team-Weltmeisterschaft aufgestellt. Im Stadion waren 50.000 Zuschauer anwesend, inoffiziell sollen es bis zu 70.000 Besucher gewesen sein.

## Geschichte

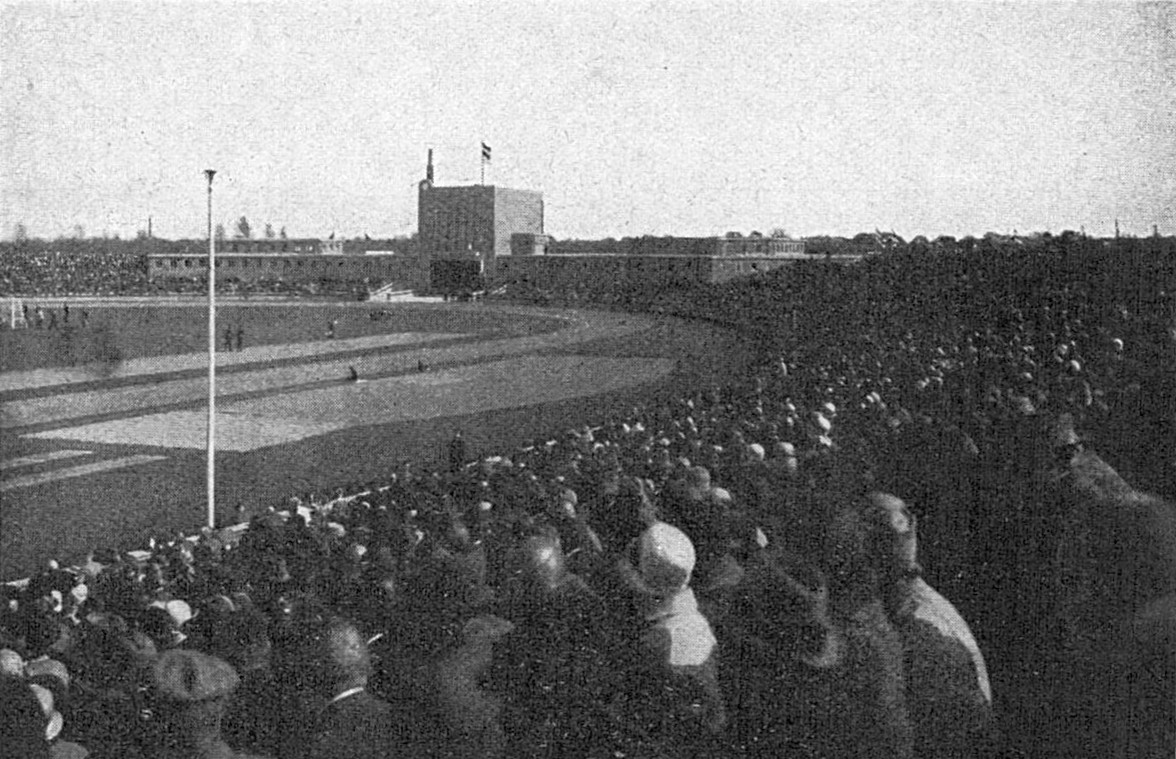
Ansicht um 1929

Das Stadion mit anfänglich 35.000 Plätzen wurde nach einem Entwurf des Breslauer Architekten Richard Konwiarz von 1926 bis 1928 erbaut und von 1935 bis 1939 erweitert. Entgegen seiner Bezeichnung wurde das Stadion jedoch nie im Rahmen von Olympischen Spielen genutzt. Der polnische Name des Stadions rührt her von der olympischen Bronzemedaille für Architektonische Entwürfe, die Richard Konwiarz 1932 für diesen Bau erhielt.
Während die deutsche Fußballnationalmannschaft am 16. Mai 1937 in diesem Stadion ihren Ruf als Breslau-Elf mit einem 8:0 über Dänemark begründete, war die Anlage auch in polnischer Zeit keine Heimstätte eines Vereins, sondern lediglich Schauplatz von Länderspielen sowie Europapokalspielen von Śląsk Wrocław. 1938 fand das Deutsche Turn- und Sportfest im Stadion statt.
Für die Fußball-Europameisterschaft 2012 war zunächst ein Komplettumbau vorgesehen, in der Diskussion setzte sich jedoch mit dem Stadion Miejski ein Stadionneubau im Breslauer Stadtbezirk Fabryczna für zirka 43.000 Zuschauer durch. Bis 2013 trugen die Footballmannschaften der Giants Wrocław und der Devils Wrocław ihre Spiele aus. Nach einer Fusion der Teams treten sie heute als Panthers Wrocław der European League of Football (ELF) im Olympiastadion an. Auch nach dem Wechsel der Panthers in die ELF spielen diese ihre Heimspiele in diesem Stadion.
Vom Frühjahr 2015 bis Anfang 2017 wurde die Sportstätte für die World Games 2017 umfangreich saniert. Trotz der Umbauten sollte die Sportstätte ihren Charakter behalten. Die Arbeiten umfassten die Restaurierung der Backsteinfassade und des Glockenturms. Für rollstuhlfahrende Besucher wurde die Zugänglichkeit verbessert und Plätze für Kommentatoren gebaut. Des Weiteren wurde die Infrastruktur um das Stadion verbessert und die Flutlichtanlage erneuert.

## Das Stadion vor der Modernisierung

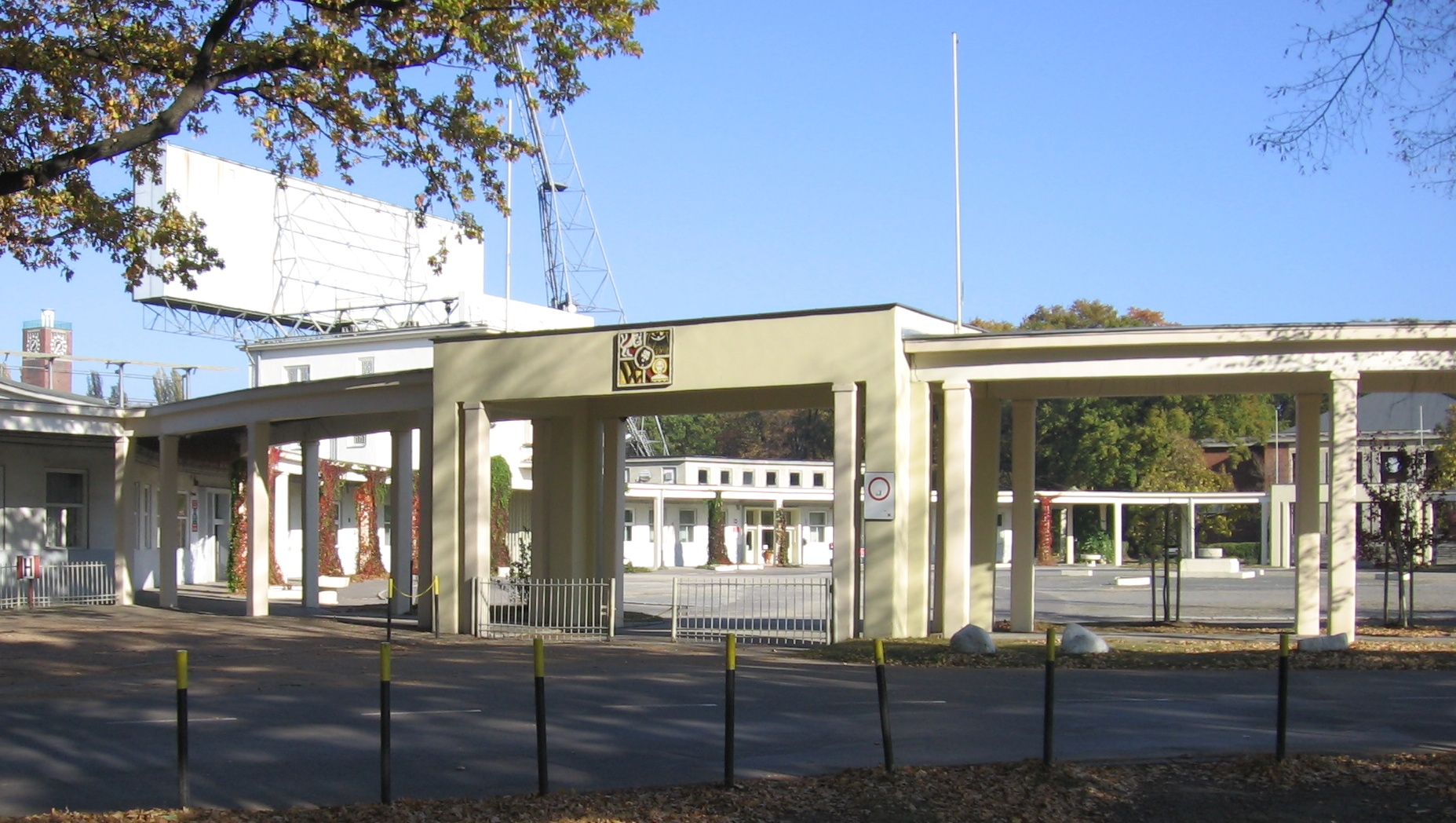
Stadioneingang
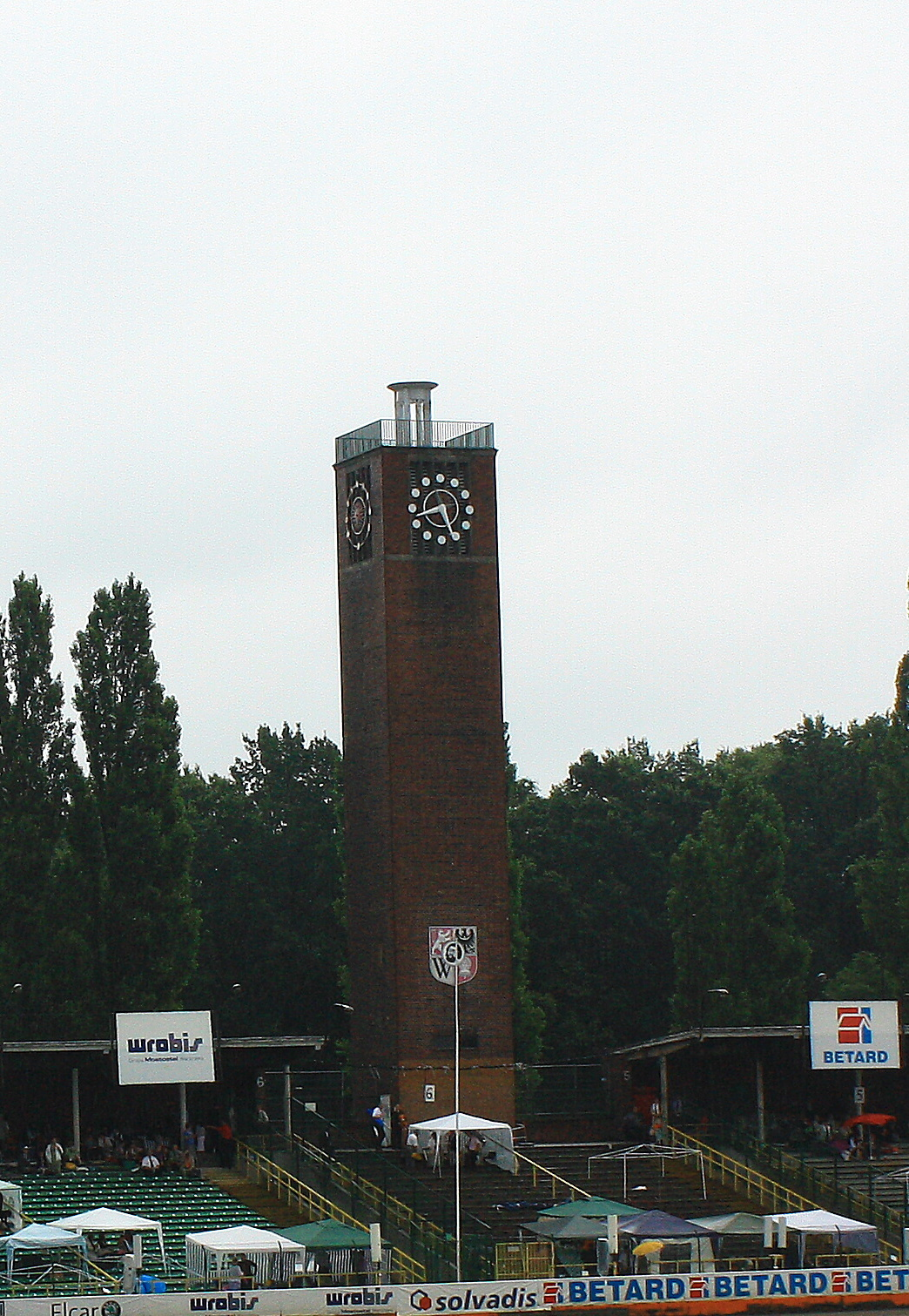
Der Glockenturm
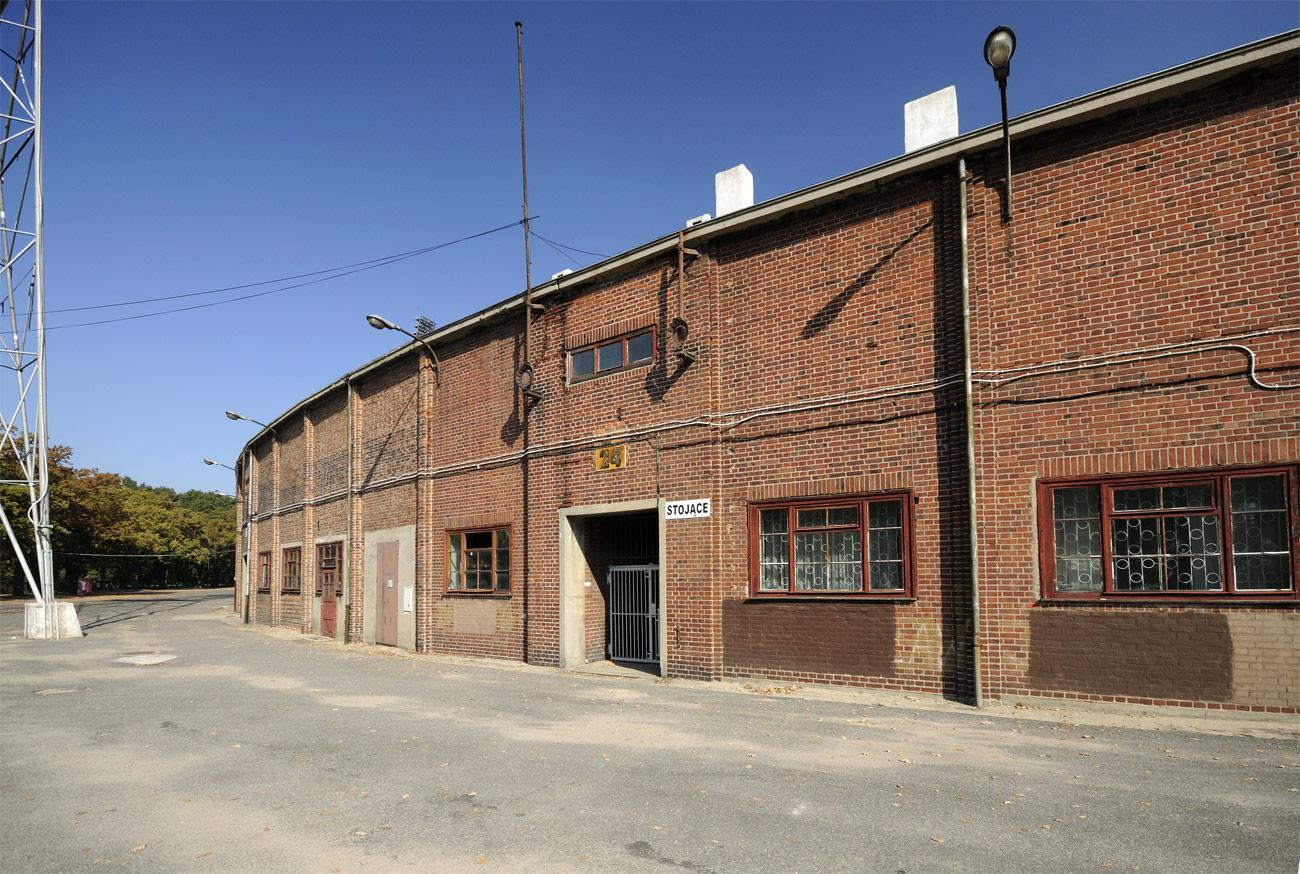
Die Backsteinfassade
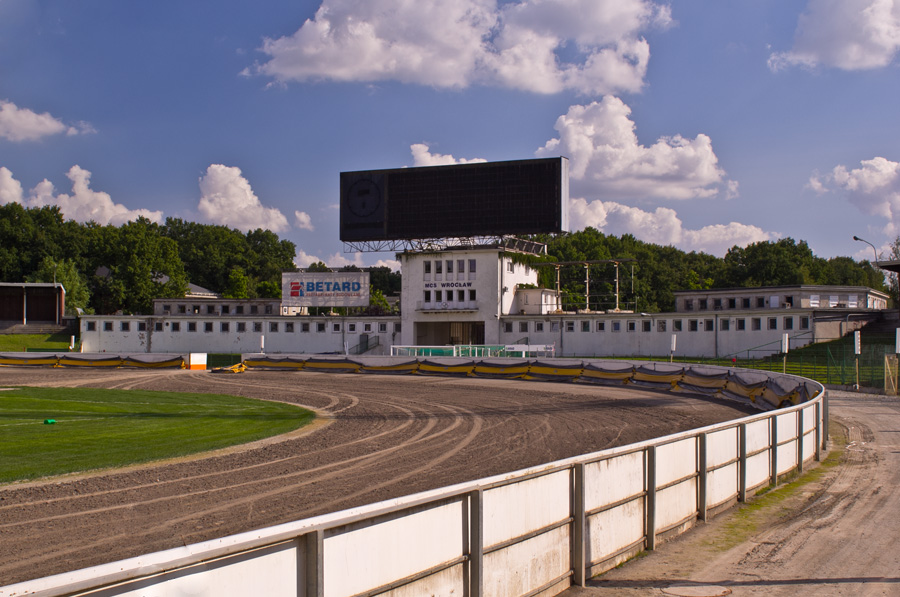
Die Anzeigetafel